# 阿沃朗
阿沃朗（法語：Averan，法語發音：[avʁɑ̃]）是法国上比利牛斯省的一个市镇，属于塔布区。

## 地理
阿沃朗（43°8'15"N, 0°0'21"E）面积4.35 平方千米，位于法国奧克西塔尼大區上比利牛斯省，该省份为法国西南部内陆省份，北至热尔省，西接大西洋比利牛斯省，南与西班牙接壤，东临上加龙省。
与阿沃朗接壤的市镇（或旧市镇、城区）包括：贝纳克、巴里、瑞洛斯、拉讷、阿代。

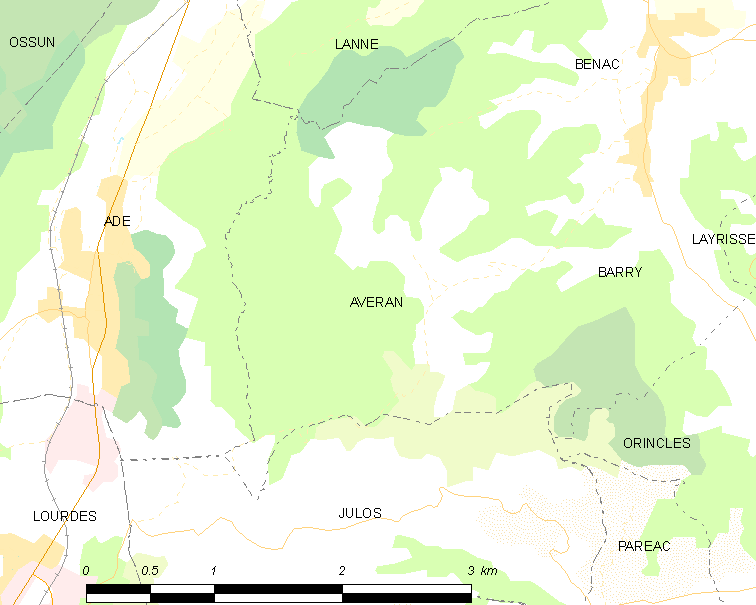
阿沃朗的OSM定位图

阿沃朗的时区为UTC+01:00、UTC+02:00（夏令时）。

## 行政
阿沃朗的邮政编码为65380，INSEE市镇编码为65052。

## 政治
阿沃朗所属的省级选区为奥桑县。

## 人口

1962-2008年间阿沃朗人口变化图示

阿沃朗于2022年1月1日时的人口数量为86人。